# Lovisa Christina Schönherr
Lovisa Christina Schönherr, född Herman 1745 i Dalarna, död 14 november 1819 i Stockholm, var en svensk sidenfabrikör.

## Biografi
Lovisa Christina Schönherr var dotter till regementsfältskären Johan Josua Herman vid Dalregementet och Maria Fredrika Melander. Fadern deltog i Dalupproret 1743 men undslapp straff.
Hon gifte sig med den från Sachsen inflyttade sidenfabrikören Johan Christian Schönherr som under 1760-talet hade startat ett sidenväveri i Stockholm. 1772 föddes parets son Carl Johan Schönherr och för att fira detta beställde maken en sekretär av ebenisten Georg Haupt till Lovisa Christina.
Hennes man avled i mars 1783 och hon drev sidenfabriken själv under namnet Lovisa Christina Schönherr & Son. Vid 19 års ålder 1801 började sonen arbeta i firman. 1805 lämnade hon över sidenfabriken helt till sin son. Den var då en av Stockholms största industrier, med 72 vävstolar och ca 200 anställda.
Lovisa Christina Schönherr avled i Stockholm 1819.